# Pediní
Pediní (Pedini) är en ort i Grekland.   Den ligger i prefekturen Nomós Ioannínon och regionen Epirus, i den centrala delen av landet, 300 km nordväst om huvudstaden Aten. Pediní ligger 490 meter över havet och antalet invånare är 2 871.
Terrängen runt Pediní är kuperad åt sydväst, men åt nordost är den platt. Runt Pediní är det ganska tätbefolkat, med 100 invånare per kvadratkilometer. Närmaste större samhälle är Ioánnina, 7,2 km norr om Pediní. Trakten runt Pediní består till största delen av jordbruksmark.